# Rački Vrh
Rački Vrh – wieś w Słowenii, w gminie Radenci. W 2018 roku liczyła 75 mieszkańców.